# Киара Кабукуру
Киара Кабукуру (на английски: Kiara Kabukuru) е американска манекенка от Уганда.

## Биография
Родена е на 31 юли 1975 година в Кампала, Уганда. Заради политически вълнения в родната им страна заедно със семейството си емигрира в Калифорния, помощ им оказват Амнести Интернешънъл и United Way. Когато е на 16 години модния фотограф Bill Bodwell проявява интерес към нея.

### Кариера
Кабукуру се представя от няколко най-добри модни агенции в света, включително Women Management, Trump Model Management, и Why Not Model Agency. През февруари 2011 година е представена от Silent models в Ню Йорк и Париж.